# Державина, Екатерина Владимировна
Екатерина Владимировна Державина (род. 8 сентября 1967) — российская пианистка.
Начала заниматься музыкой в шесть лет под руководством Юрия Полунина, затем училась в музыкальной школе имени Гнесиных у Валерии Полуниной, окончила Российскую академию музыки имени Гнесиных (класс Владимира Троппа). В 1989 г. стала обладательницей III премии и специального приза за лучшее исполнение «Крейслерианы» Роберта Шумана на VIII Всероссийском конкурсе пианистов, в 1992 г. получила I премию Международного конкурса пианистов имени И. С. Баха в Саарбрюкене.
Гастролирует в различных странах Европы, а также в США и Канаде. Участница ряда музыкальных фестивалей, один из основателей ежегодного Метнер-фестиваля в Москве (с 2006 г.). Первый диск Державиной, «Гольдберг-вариации» И. С. Баха, был издан в 1996 г., за ним последовали двойной альбом с произведениями Николая Метнера, клавирные сонаты Йозефа Гайдна и его же клавирные концерты с камерным оркестром «Musica viva» под управлением Александра Рудина, русская камерная вокальная музыка с французской певицей Катрин Ник. По мнению рецензента,

сильные стороны Державиной — современность и новизна подхода, хотя, может, и со слишком выраженной наступательностью, интеллектуализм, наконец, высококлассное мастерство. Она настолько владеет инструментом, что способна в рамках одного выступления стилистически «развести» столь разных композиторов, а главное — с графической чёткостью выстроить такой колосс пианистической мысли, как соната Шуберта. Державина не входит в круг «раскручиваемых» молодых звёзд, однако тест на высоту мастерства проходит с наивысшей оценкой.

«Фортепианный вечер с Екатериной Державиной в программе мероприятий „Камерная музыка мастеров“ стал звездным часом фортепианной музыки в до отказа заполненном театре братьев Буш в Дальбрухе. Пианистка постоянно открывала новые способы мышления и аспекты, буквально захватывающие дух вторгающимися проведениями голосов или полифоническими артикуляциями. С помощью сказочно контролируемой техники удался результат, захватывающе призрачный и музыкальный…»
«Вестфелише Рундшау».
«С техникой никаких проблем: полная четкость линий и планов, мощь массы аккордов, насыщенная звучность вопреки несовершенному инструменту, короче — настоящая фортепианная музыка.
И ни одной фальшивой ноты!
На этой прочной основе зиждется сосредоточенность, музыкальность, экспрессия и чувство исполнительского мастерства, которые никогда не теряются. Присутствие музыканта ощущается в высшей степени в любую секунду: в прозрачном Гайдне, в Берге, чьей бесконечной трехстраничной репризе она придает легкость, в произведениях Скрябина, доведенных ею почти до совершенства…»
«Ла Пресс», Монреаль, Канада.
«…Что же касается пианисток, то в Москве, например, есть одна совершенно феноменальная — Катя Державина. Что такое для меня „гениально“? Когда я не отдаю себе отчета, почему это захватывает, отключает от реального мира. Что для меня и составляет суть развлечения, или, если угодно, наркотика».
Пианист Борис Березовский
в интервью газете «Вечерний клуб», Москва.
«Существуют музыканты мирового масштаба, которые у всех на устах только в профессиональных кругах, поскольку они не часто появляются на мировых сценах. Одна из них — российская пианистка Екатерина Державина. Она впервые гастролировала в Штадтхалле по приглашению концертной дирекции Вилах и обеспечила слушателям великолепный вечер.
Находясь вне рамок часто демонстрируемой, хорошо знакомой всем русской фортепианной школы с её сильной, подчас лишенной тонкости фортепианной техникой, Державина — исполнительница, которая придает роялю необъятный спектр оттенков звучания: от сольного, через камерно-музыкальный, до оркестрового.
Точное, острое звукоизвлечение, чрезвычайно чуткая педаль, легкое, парящее piano и доминирующее forte — все это были приемы, с помощью которых она так благозвучно исполнила „Арию…“ с её десятью вариациями. Кто до сих пор полагал, что здесь речь идет только об учебном материале, того она уличила во лжи. Она сыграла произведение на одной волне от первой и до последней ноты как большой эпический цикл». Westdeutsche Zeitung
В 1993—2006 гг. преподавала на кафедре специального фортепиано Российской академии музыки имени Гнесиных. С 2003 г. преподаёт в Московской консерватории на факультете исторического и современного исполнительского искусства, одновременно с 2006 г. преподаватель факультета мировой музыкальной культуры Академии имени Маймонида.
Удостоена специальной премии «Солидарность» Союза журналистов России «За благородство и высоту поступка в искусстве, культуре и журналистике» в составе группы музыкантов — участников концертных программ «Памяти Анны Политковской» и «Памяти погибших журналистов».